# 오트잘프주의 캉통
프랑스 오트잘프주에는 총 15개의 캉통이 속해 있다. 2015년 3월 행정구역 총개편으로 인해 현재는 다음과 같이 설치되어 있다.
- 라르장티에르라베세
- 브리앙송 1
- 브리앙송 2
- 쇼르주
- 앙브룅
- 가프 1
- 가프 2
- 가프 3
- 가프 4
- 길스트르
- 라라뉴몽텔랭
- 생보네탕샹소
- 세르
- 탈라르
- 벤